# زیردریایی برمن
زیردریایی برمن (به انگلیسی: German submarine Bremen) یک زیردریایی بود که طول آن ۶۵ متر (۲۱۳ فوت) بود.